# Euphthiracarus brasiliensis
Euphthiracarus brasiliensis är en kvalsterart som beskrevs av Johann Christian Friedrich Märkel 1964. Euphthiracarus brasiliensis ingår i släktet Euphthiracarus och familjen Euphthiracaridae. Inga underarter finns listade i Catalogue of Life.